# Prêmio Globo de Melhores do Ano de melhor atriz revelação
O Prêmio Globo de Melhores do Ano para Melhor Atriz Revelação foi um prêmio anual destinado àquelas atrizes que se destacaram por seu desempenho pela importância de seu papel. Normalmente, o prêmio é concedido apenas uma vez para cada atriz. Entre 1995 e 2019, a premiação foi realizada durante o Domingão do Faustão, passando a ser realizada a partir de 2021 pelo Domingão com Huck da TV Globo.
Em 2019, a categoria foi extinta juntamente com Ator Revelação, sendo substituída por Revelação do Ano.

## Vencedoras e indicadas
|  | Indica a vencedora |

### Década de 1990
| Ano  | Intérprete             | Novela               | Personagem             | Ref.                 |
| ---- | ---------------------- | -------------------- | ---------------------- | -------------------- |
| 1996 | Lavínia Vlasak         | O Rei do Gado        | Lia Mezenga            | [ 2 ]                |
| 1997 | Não houve premiação.   | Não houve premiação. | Não houve premiação.   | Não houve premiação. |
| 1998 | Ana Paula Arósio       | Hilda Furacão        | Hilda Gualtieri Müller | [ 2 ]                |
| 1999 | Maria Fernanda Cândido | Terra Nostra         | Paola                  | [ 2 ]                |

### Década de 2000
| Ano  | Intérprete            | Novela                          | Personagem                               | Ref.  |
| ---- | --------------------- | ------------------------------- | ---------------------------------------- | ----- |
| 2000 | Mariana Ximenes       | Uga Uga                         | Bionda Arruda Prado                      | [ 2 ] |
| 2001 | Heloísa Périssé       | Escolinha do Professor Raimundo | Dona Catinha                             | [ 2 ] |
| 2002 | Débora Falabella      | O Clone                         | Melissa "Mel" Ferraz                     | [ 2 ] |
| 2003 | Alinne Moraes         | Mulheres Apaixonadas            | Clara Brummer Resende                    | [ 2 ] |
| 2004 | Vanessa Giácomo       | Cabocla                         | Zulmira "Zuca" de Oliveira               | [ 2 ] |
| 2004 | Jessica Sodré         | Senhora do Destino              | Lady Daiane                              | [ 2 ] |
| 2004 | Marjorie Estiano      | Malhação                        | Natasha Ferreira                         | [ 2 ] |
| 2005 | Cléo Pires            | América                         | Maria de Lurdes do Nascimento (Lurdinha) | [ 2 ] |
| 2005 | Carolina Oliveira     | Hoje É Dia de Maria             | Maria                                    | [ 2 ] |
| 2005 | Fernanda Lima         | Bang Bang                       | Mary Diana Bullock                       | [ 2 ] |
| 2006 | Fernanda Vasconcellos | Páginas da Vida                 | Fernanda Toledo Flores (Nanda)           | [ 2 ] |
| 2006 | Juliana Didone        | O Profeta                       | Baby (Bárbara de Oliveira)               | [ 2 ] |
| 2006 | Paolla Oliveira       | Belíssima                       | Giovana Güney Sabatini                   | [ 2 ] |
| 2007 | Grazi Massafera       | Páginas da Vida                 | Thelma Ribeiro                           | [ 2 ] |
| 2007 | Milena Toscano        | Eterna Magia                    | Elisa Pelizari                           | [ 2 ] |
| 2007 | Patrícia Werneck      | Paraíso Tropical                | Camila Veloso Schneider Navarro          | [ 2 ] |
| 2008 | Mariana Rios          | Malhação                        | Yasmin Fontes                            | [ 2 ] |
| 2008 | Emanuelle Araújo      | A Favorita                      | Manuela Ferreira                         | [ 2 ] |
| 2008 | Larissa Maciel        | Maysa: Quando Fala o Coração    | Maysa Monjardim                          | [ 2 ] |
| 2009 | Adriana Birolli       | Viver a Vida                    | Isabel Saldanha Ribeiro                  | [ 2 ] |
| 2009 | Bárbara Paz           | Viver a Vida                    | Renata Ferreira                          | [ 2 ] |
| 2009 | Paloma Bernardi       | Viver a Vida                    | Mia Saldanha Ribeiro                     | [ 2 ] |

### Década de 2010
| Ano  | Intérprete           | Novela                       | Personagem                          | Ref.          |
| ---- | -------------------- | ---------------------------- | ----------------------------------- | ------------- |
| 2010 | Mayana Neiva         | Ti Ti Ti                     | Desirée Oliveira                    | [ 2 ]         |
| 2010 | Bianca Bin           | Passione                     | Fátima Lobato Gouveia               | [ 2 ]         |
| 2010 | Mayana Moura         | Passione                     | Melina Gouveia                      | [ 2 ]         |
| 2011 | Giovanna Lancellotti | Insensato Coração            | Cecília Alencar Machado             | [ 2 ]         |
| 2011 | Bruna Linzmeyer      | Insensato Coração            | Leila Alencar Machado               | [ 2 ]         |
| 2011 | Tainá Müller         | Insensato Coração            | Paula Cortez                        | [ 2 ]         |
| 2012 | Titina Medeiros      | Cheias de Charme             | Maria do Perpétuo Socorro           | [ 2 ] [ 6 ]   |
| 2012 | Cacau Protásio       | Avenida Brasil               | Zezé                                | [ 2 ] [ 6 ]   |
| 2012 | Débora Nascimento    | Avenida Brasil               | Tessália das Graças Mendonça        | [ 2 ] [ 6 ]   |
| 2013 | Tatá Werneck         | Amor à Vida                  | Valdirene do Espírito Santo         | [ 7 ] [ 8 ]   |
| 2013 | Maria Casadevall     | Amor à Vida                  | Patrícia Mileto Donato              | [ 7 ] [ 8 ]   |
| 2013 | Juliana Paiva        | Além do Horizonte            | Alice "Lili" Barcelos               | [ 7 ] [ 8 ]   |
| 2014 | Josie Pessoa         | Império                      | Eduarda Botticelli (Du)             | [ 9 ] [ 10 ]  |
| 2014 | Chandelly Braz       | Geração Brasil               | Manuela Yanes (Manu)                | [ 9 ] [ 10 ]  |
| 2014 | Paula Barbosa        | Meu Pedacinho de Chão        | Regina Falcão (Gina)                | [ 9 ] [ 10 ]  |
| 2015 | Isabella Santoni     | Malhação Sonhos              | Karina Duarte                       | [ 11 ] [ 12 ] |
| 2015 | Agatha Moreira       | Verdades Secretas            | Giovanna Lovatelli Ticiano (Kika)   | [ 11 ] [ 12 ] |
| 2015 | Camila Queiroz       | Verdades Secretas            | Arlete Gomes Brito (Angel)          | [ 11 ] [ 12 ] |
| 2016 | Lucy Alves           | Velho Chico                  | Luzia Rosa dos Anjos                | [ 13 ] [ 14 ] |
| 2016 | Amanda de Godoi      | Malhação: Seu Lugar no Mundo | Fernanda "Nanda" Tetel              | [ 13 ] [ 14 ] |
| 2016 | Giullia Buscacio     | Velho Chico                  | Olívia Rosa dos Anjos               | [ 13 ] [ 14 ] |
| 2017 | Carol Duarte         | A Força do Querer            | Ivana Garcia / Ivan Garcia          | [ 15 ] [ 16 ] |
| 2017 | Karla Karenina       | A Força do Querer            | Benedita (Dita)                     | [ 15 ] [ 16 ] |
| 2017 | Vitória Strada       | Tempo de Amar                | Maria Vitória Torres Correia Guedes | [ 15 ] [ 16 ] |
| 2018 | Bella Piero          | O Outro Lado do Paraíso      | Laura Ribeiro                       | [ 17 ] [ 18 ] |
| 2018 | Claudia di Moura     | Segundo Sol                  | Josefa dos Santos (Zefa)            | [ 17 ] [ 18 ] |
| 2018 | Kelzy Ecard          | Segundo Sol                  | Eunice Câmara (Nice)                | [ 17 ] [ 18 ] |
| 2019 | Glamour Garcia       | A Dona do Pedaço             | Britney Macondo / Rarisson Macondo  | [ 19 ] [ 20 ] |
| 2019 | Carol Garcia         | A Dona do Pedaço             | Sabrina Macondo                     | [ 19 ] [ 20 ] |
| 2019 | Nany People          | O Sétimo Guardião            | Marcos Paulo Pianoviski Mattoso     | [ 19 ] [ 20 ] |

## Estatísticas e recordes
| Sub-categoria                   | Melhor Atriz Revelação                                                 | Melhor Atriz Revelação |
| ------------------------------- | ---------------------------------------------------------------------- | ---------------------- |
| Atriz mais jovem a ganhar       | Giovanna Lancellotti aos 19 anos por Insensato Coração (2011)          |                        |
| Atriz mais jovem a ser indicada | Carolina Oliveira aos 11 anos por Hoje É Dia de Maria (2005)           |                        |
| Atriz mais velha a ganhar       | Heloísa Périssé aos 35 anos por Escolinha do Professor Raimundo (2001) |                        |
| Atriz mais velha a ser indicada | Nany People aos 54 anos por O Sétimo Guardião (2019)                   |                        |
| Atriz estrangeira indicada      | Giullia Buscacio de Portugal por Velho Chico (2016)                    |                        |